# Samsu-ditana

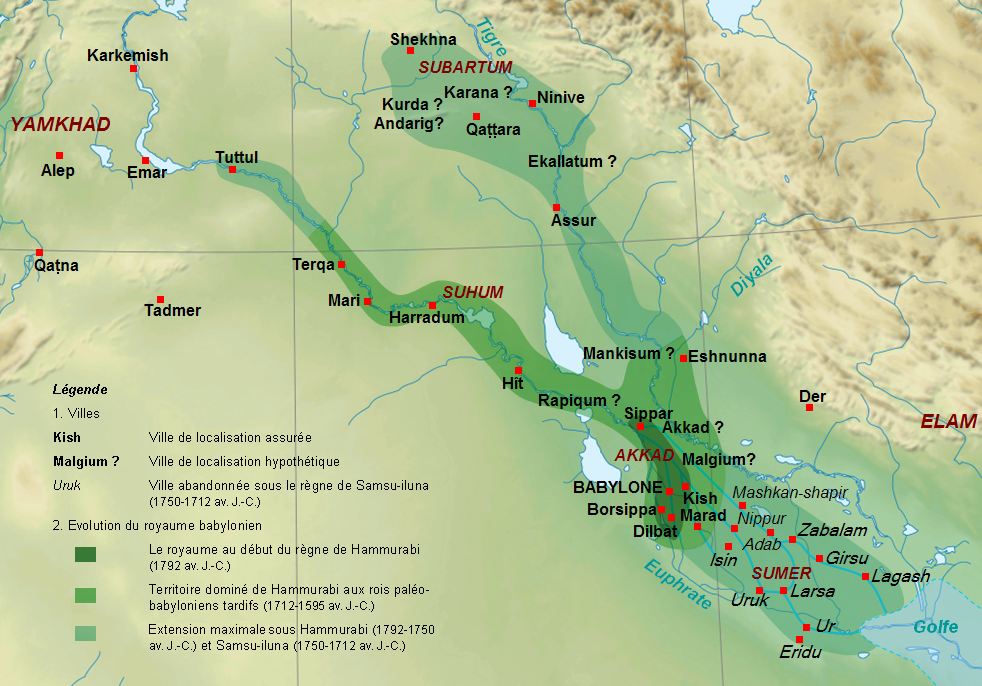
Mapa Mezopotamii w czasach panowania I dynastii z Babilonu (od Hammurabiego do Samsu-ditany)

Samsu-ditana (Samsu-ditāna) – jedenasty, ostatni król Babilonii z I dynastii z Babilonu, syn i następca Ammi-saduqi, panował przez 31 lat (1626–1595 p.n.e. – chronologia średnia).
Według późniejszej babilońskiej Kroniki wczesnych królów stracił on swe królestwo (i najprawdopodobniej również życie) kiedy na Babilonię w 1595 r. p.n.e. najechał Mursilis I, król hetycki, który splądrował i spalił Babilon. Wraz z upadkiem dynastii starobabilońskiej Babilonia stała się łatwym łupem dla Kasytów, grupy etnicznej z gór Zagros, którzy założyli tu swoją własną dynastię władców babilońskich.